# بچوار ۴۵۶۷
سیارک ۴۵۶۷ (به انگلیسی: 4567 Becvar، نامگذاری:1982SO1) چهار هزار و پانصد و شصت و هفتمین سیارک کشف شده‌است که در ۱۷ سپتامبر ۱۹۸۲ کشف شد.
قدر مطلق سیارک برابر ۱۳٫۳۰ است.